# Adolf Dietrich

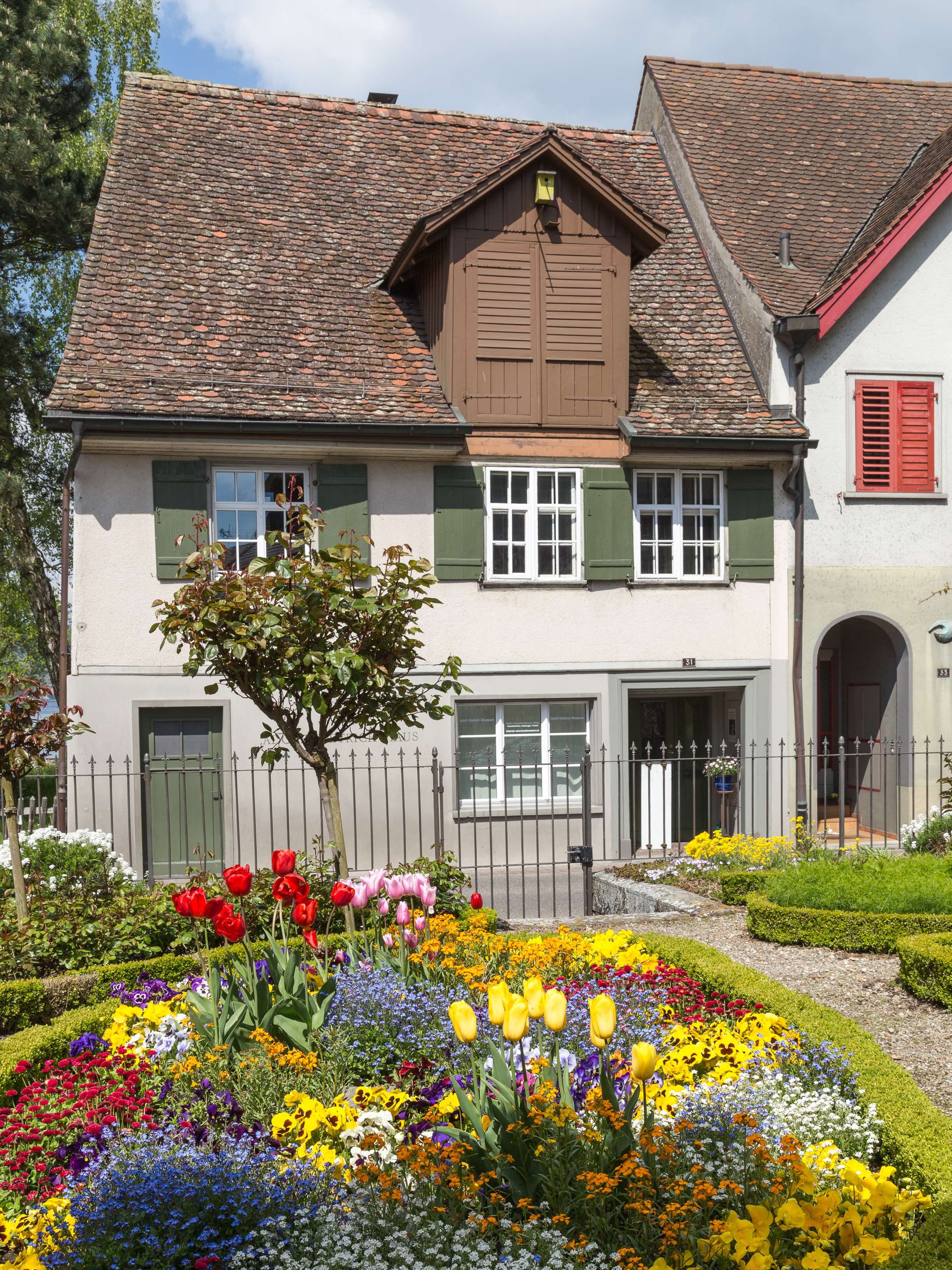
Geburts-, Arbeits- und Wohnhaus von Adolf Dietrich in Berlingen

Adolf Dietrich (* 9. November 1877 in Berlingen; † 4. Juni 1957 ebenda) war ein Schweizer Maler. Er wird der Neuen Sachlichkeit zugeordnet und war zugleich ein Hauptvertreter der sogenannten "Naiven Kunst".

## Leben
Adolf Dietrich wurde am 9. November 1877 in einem kleinen bescheidenen Haus in Berlingen, Kanton Thurgau, als siebtes Kind des Heinrich Dietrich und der Dorothea geb. Kern geboren. Schon als kleiner Junge sammelte er vieles und versuchte alles nachzuahmen und zu zeichnen. Von 1885 bis 1893 besuchte er die Primarschule. Er war ein guter und fleissiger Schüler. Sein Lehrer erkannte seine zeichnerische Begabung und förderte sie. Seinen Eltern empfahl er, dass ihr Sohn eine Lithographenlehre machen solle. Doch die Familie war arm und Adolf musste einen Beruf erlernen, bei dem er mehr verdiente. So begann er in einer Trikotfabrik in Berlingen zu arbeiten. Sonntags malte und zeichnete er leidenschaftlich. Von 1896 bis 1910 arbeitete er zu Hause als Maschinenstricker. Ihn faszinierte immer mehr die Natur mit ihren Geheimnissen und Wundern. Er begann ein erstes Skizzenbuch und es folgten ein Dutzend Tieraquarelle. 1902 schloss Dietrich Freundschaft mit Friedrich Neeser, einem Bäckerlehrling, der ebenfalls malte. Zusammen verbrachten sie die Sonntage in der Natur. Neeser ermutigte den ernsten und etwas ängstlichen Adolf, das Malen nicht aufzugeben.
1903 zeichnete Dietrich sein erstes Selbstbildnis mit Kohle. Im Auftrag seines Bruders, der in Ludwigshafen am Rhein lebte, malte er ein Bildnis seiner Eltern. Im selben Jahr starb seine Mutter. Von da an lebte Dietrich allein mit seinem Vater im kleinen Haus in Berlingen. Die Heimarbeit an der Strickmaschine half, die täglichen Existenzsorgen zu meistern. Aus technischen Gründen gab er aber bald die Heimarbeit auf und verdiente seinen Lebensunterhalt als Waldarbeiter. 1913 stellte er erstmals seine Bilder in Konstanz (D) im Wessenberghaus aus. Darauf folgten weitere Ausstellungen in diversen Galerien in Deutschland.

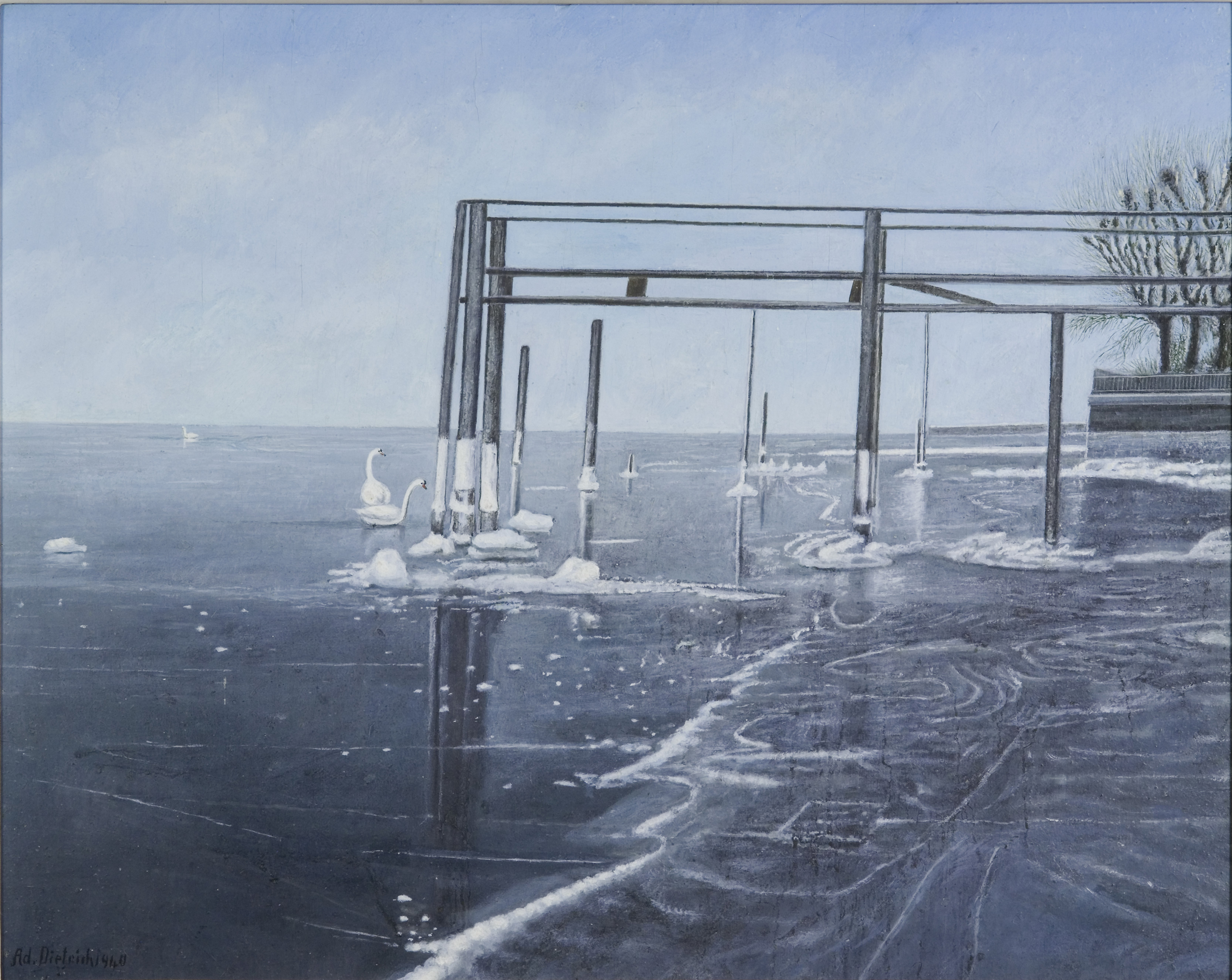
Adolf Dietrich: Schiffsteg im Winter

1918 starb sein Vater. Dieser Verlust machte ihm schwer zu schaffen. Doch bald überwand er diese Krise. Bald darauf wurde der Kunsthändler Herbert Tannenbaum auf sein Werk aufmerksam. Dieser ermöglichte Dietrich, an verschiedenen Orten in Deutschland auszustellen. Er bemühte sich, Dietrich auch in der Schweiz bekannt zu machen, und erreichte bald Zustimmungen für Ausstellungen in Zürich (1942) und Schaffhausen (1933, 1952). Ab 1924 konnte Dietrich von seiner Malerei leben.
1937 lernte Adolf Dietrich Hans Baumgartner kennen. Dieser porträtierte ihn mehrfach für die Zeitschrift Du und verhalf ihm damit zum internationalen Durchbruch. In der Folge konnte er sich an Ausstellungen in Paris, London und New York beteiligen. So waren beispielsweise acht seiner Werke Teil der Ausstellung Masters of Popular Painting: Modern Primitives of Europe and America im Museum of Modern Art in New York.
Erst 1941 erwarb sein Heimatkanton Thurgau ein Bild von ihm. Die Kantonsregierung befand bei ihrem Entscheid allerdings den Preis von 250 Franken für das Werk eines Taglöhners als übersetzt. Ab 1942 wurde die Nachfrage nach seinen Bildern so gross, dass er eigene Bilder kopierte und dasselbe Bild mehreren Leuten gleichzeitig versprach. Bis zu seinem Tode lebte und malte er in seinem Haus. Er starb dort am 4. Juni 1957 und liegt im Friedhof Berlingen in einem Ehrengrab. Der Anwalt Hans Buck, der Autor von Adolf Dietrich als Zeichner, hatte dafür gesorgt, dass Dietrich ein Testament schrieb und darin vorausschauend eines künftigen kantonalen Kunstmuseums gedachte, indem er seinen Nachlass der Thurgauischen Kunstgesellschaft vermachte. Dieser Nachlass, mit einer Fülle von Fotografien, Zeichnungen und Pastellskizzen neben den unverkauften Bildern, wird heute im Kunstmuseum Thurgau in der Kartause Ittingen aufbewahrt, bearbeitet und teils ausgestellt.
2014 gründete der Künstler und Adolf Dietrich Sammler Peter Somm zusammen mit seiner Ehefrau Susanne die Adolf Dietrich-Stiftung.

## Malerei

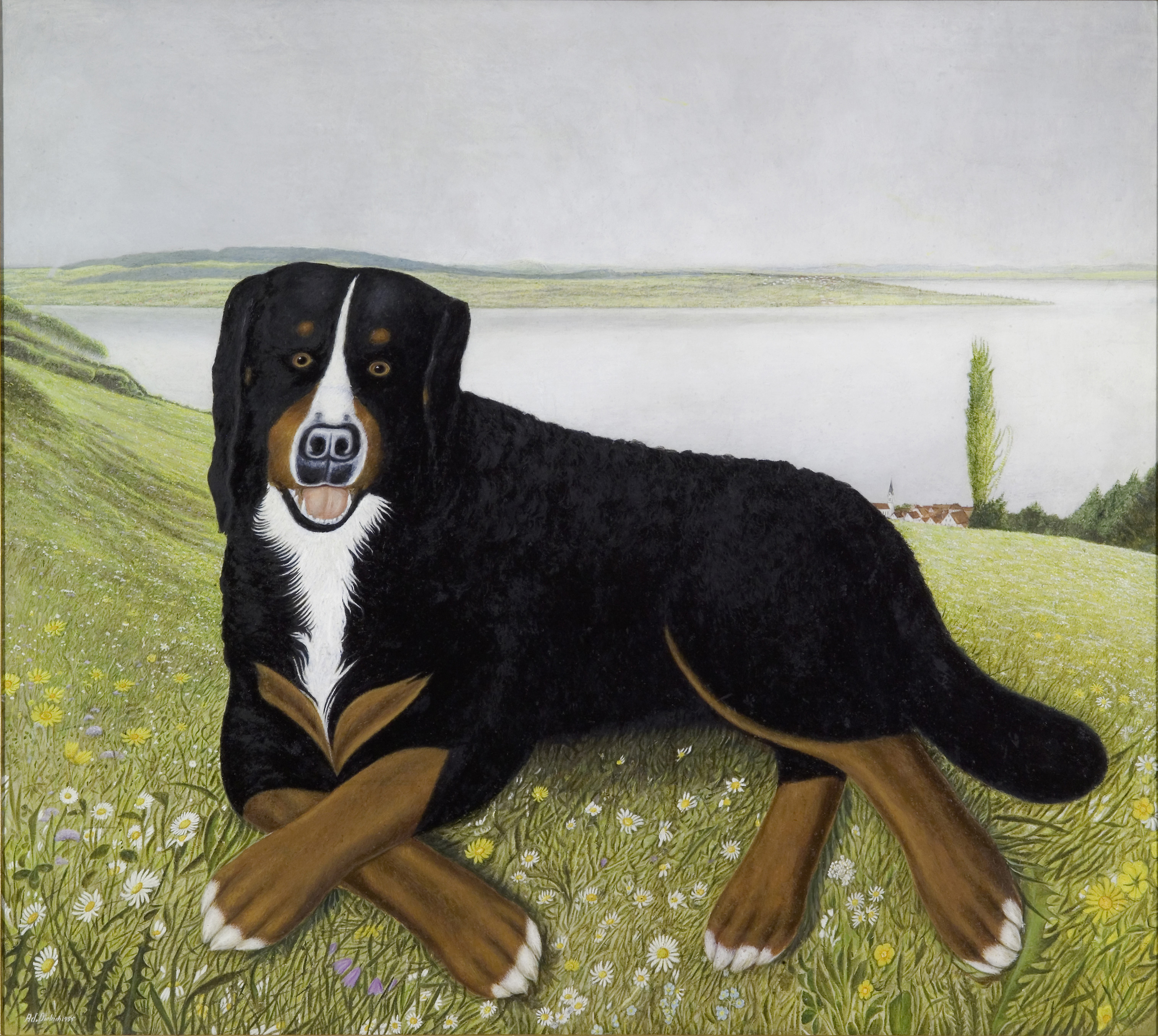
Adolf Dietrich: Balbo, auf der Wiese liegend

Dietrich war schon seit seiner Kindheit von der Natur und den Tieren fasziniert. Er besass viele ausgestopfte Tiere, die er abzeichnete. Er zeichnete oft seinen Garten oder den Bodensee und malte auch Portraits und diverse Stillleben.
Dietrich hatte keine akademische Ausbildung als Maler. Sein Stil wird von Kunsthistorikern einerseits der sogenannten "Naiven Kunst" und andererseits der Neuen Sachlichkeit zugeordnet und er gilt als bedeutender Vertreter dieser Kunstrichtung.
Zu Beginn machte Dietrich auf seinen Wanderungen Bleistiftzeichnungen in seine Skizzenbücher, 18 sind heute noch erhalten. Um 1929 begann er Schwarz-Weiss-Fotografien zu machen, er hinterliess mehrere tausend Fotos. Er malte nie in der Natur, sondern fertigte immer nur eine Skizze an, die er dann im Haus aus der Erinnerung mit Farbe malte. Er benutzte nie eine Staffelei, malte seine Bilder immer bei sich in der Wohnstube auf dem Tisch, oft bei schlechtem Licht. Seine Techniken waren Gouache, Aquarell, Kohlezeichnung, Ölbild, Bleistiftskizze.
Am Anfang malte er auf Karton, später auf Holz, aber nur selten auf Leinwand. Aus diesem Grund sind recht viele Bilder in einem empfindlichen Zustand.

## Bekannte Gemälde
- Mädchen mit Maikäfer, 1923. Privatbesitz.
- Der Kartenspieler (Hermann Bosshart), 1926. Sammlung Zander, Köln.
- Pfeffervogel, 1927. Städtische Wessenberg-Galerie, Konstanz.
- Abendstimmung am Untersee, 1932
- Selbstbildnis, 1932. Kunstmuseum Thurgau, Kartause Ittingen.
- Garten mit Geranien am Fenster, 1933. Privatbesitz.
- Schiffsuntergang vor Berlingen, 1935. Bürgergemeinde Berlingen. (Zeigt die Kesselexplosion der Rheinfall 1869).
- Mädchen mit Hund, 1935
- Amseln, 1936
- Blick durch Bäume auf Berlingen, 1938. Privatbesitz.
- Balbo auf der Wiese liegend, 1955. Kunstmuseum Thurgau, Kartause Ittingen.[6][7]

## Gedenken

### Museen
Das Adolf Dietrich-Haus an der Seestrasse 26 in Berlingen wurde von der Thurgauischen Kunstgesellschaft zu einem Museum umgestaltet. Es war das Geburts-, Arbeits- und Wohnhaus von Adolf Dietrich. Im Obergeschoss des Hauses ist die Malstube unverändert erhalten. Im Erdgeschoss ist eine kleine Dokumentation über Leben und Werk des Künstlers mit einem kleinen Museumsladen eingerichtet.

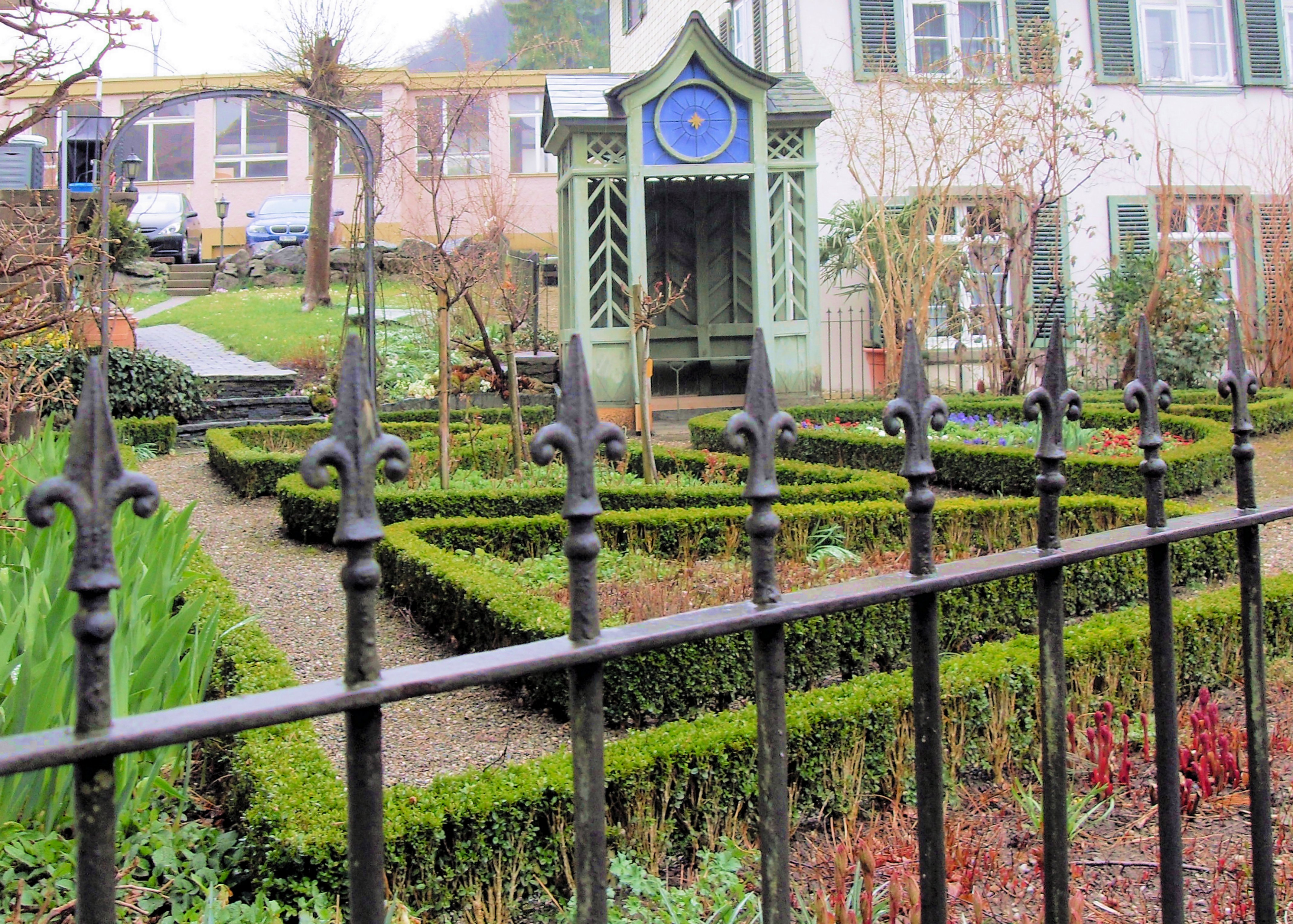
Dietrich-Ziergarten

- Auf einem kleinen Grundstück vis-à-vis dem Adolf Dietrich-Haus befindet sich ein frei zugänglicher Ziergarten. Eine Tafel am angrenzenden Geburtshaus des Schweizer Politikers Johann Konrad Kern informiert die Besucher wie folgt:

«Die Wiederherstellung dieses herrschaftlichen Ziergartens wurde ermöglicht unter verdankenswerter Mithilfe der Arbeitsgruppe ‹pro Dietrich Garten›, der Familie Kern, der ‹Brockenstube Berlingen› und den grosszügigen Spenden von Kanton und Gemeinden, Institutionen, Firmen und Privatpersonen von nah und fern. Der Garten wurde im Sommer 1996 nach Gemälden von Adolf Dietrich rückgestaltet. Er ist Privatbesitz und steht unter dem Patronat des Verkehrs- und Verschönerungsvereins Berlingen.»
- Kunstmuseum Thurgau, Kartause Ittingen, Warth/TG: Der ganze Nachlass Dietrichs ging 1957 an die Thurgauische Kunstgesellschaft. Er ist archiviert, und stets ist eine Werkgruppe ausgestellt.

Daneben besitzen das Kunsthaus Zürich, das Museum zu Allerheiligen in Schaffhausen, das Kunstmuseum Winterthur, das Museum im Lagerhaus in St. Gallen, die Kunsthalle Mannheim, die Sammlung Zander in Köln sowie zahlreiche private Sammler Werke von Dietrich.

## Ausstellungen (Auswahl)
- Otto Dix – Adolf Dietrich. Zwei Maler am Bodensee, Museum zu Allerheiligen (5.4.–17.8.2025)[13]
- Die Neue Sachlichkeit. Ein Jahrhundertjubiläum, Kunsthalle Mannheim (22.11.2024–9.3.2025)[14]
- Welche Moderne? In- und Outsider der Avantgarde, Sprengel Museum Hannover (6.5.–17.9.2023), Kunstsammlungen Chemnitz (22.10.2023–14.1.2024)[15]
- Schall und Rauch. Die wilden Zwanziger, Kunsthaus Zürich (3.7.–11.10..2020)[16]
- Magritte, Dietrich, Rousseau. Visionäre Sachlichkeit, Kunsthaus Zürich (8.3.–8.7.2018)[16]
- Adolf Dietrich. Mondschein über dem See, Kunstmuseum Thurgau (27.8.–17.12.2017)[16]
- Neu. Sachlich. Schweiz. Malerei der Neuen Sachlichkeit in der Schweiz, Museum Oskar Reinhart (2.9.2017–14.1.2018)[16]
- 27 Künstler. 209 Werke, Sammlung Zander (20.3.2016–29.1.2017)[16]
- Adolf Dietrich / Richard Phillips. Painting and Misappropriation, Swiss Institute Contemporary Art New York (7.5.–26.6.2010), Kunstmuseum Thurgau (29.5.–28.8.11)[16]
- Die Naive: Aufbruch ins verlorene Paradies, Kunst Haus Wien (4.10.2001–3.2.2002), Reiss-Museum (23.2.–30.6.2002), Kunsthalle Recklinghausen (28.7.–13.10.2002)[16]
- Adolf Dietrich und die Neue Sachlichkeit in Deutschland, Kunstmuseum Winterthur (4.9.–20.11.1994), Landesmuseum Oldenburg (4.12.1994–5.2.1995)[16]
- Die Kunst der Naiven, Haus der Kunst (1.11.1974–12.1.1975), Kunsthaus Zürich (25.1.–31.3.1975)[16]
- Masters of Popular Painting: Modern Primitives of Europe and America, Museum of Modern Art (27.4.–24.7.1938)[16]
- Adolf Dietrich, Das Kunsthaus Mannheim (4.–5.1922)[16]

## Film
- Adolf Dietrich, Kunstmaler 1877–1957. Dokumentarfilm. Regie und Drehbuch: Friedrich Kappeler. Schweiz 1990, Dauer 90 Minuten.
- Himmel blau – Gras grün. Ad. Dietrich 1877–1957. Dokumentarfilm. Regie und Drehbuch: Robert Weiss. SF DRS 1977, Dauer 50 Minuten.